# 김제경찰서
김제경찰서(金堤警察署, Gimje Police Station)는 전북특별자치도경찰청이 관할하는 경찰서 중 하나이다. 전북특별자치도 김제시 일대를 관할한다. 전북특별자치도 김제시 중앙로 213에 위치하고 있다.
서장은 총경으로 보한다.

## 기본 정보
- 주소: 전북특별자치도 김제시 중앙로 213
- 우편번호: 54404

## 관할 파출소 및 지구대
| 명칭       | 사진 | 주소                 | 관할구역                    | 치안센터                  |
| ---------- | ---- | -------------------- | --------------------------- | ------------------------- |
| 월촌지구대 |      | 벽골제로 837         | 교월동, 부량면, 요촌동 일부 | 요촌치안센터 부량치안센터 |
| 신풍지구대 |      | 동서로 278           | 신풍동, 검산동, 황산면      | 역전치안센터 황산치안센터 |
| 만경파출소 |      | 만경읍 두내산로 53   | 만경읍, 청하면              | 청하치안센터              |
| 죽산파출소 |      | 죽산면 죽산로 119-7  | 죽산면, 성덕면              |                           |
| 진봉파출소 |      | 진봉면 지평선로 1748 | 진봉면, 광활면              | 광활치안센터              |
| 금산파출소 |      | 금산면 원평로 85     | 금산면                      |                           |
| 금구파출소 |      | 금구면 봉두로 90     | 금구면                      |                           |
| 봉남파출소 |      | 봉남면 봉남로 415    | 봉남면                      |                           |
| 백구파출소 |      | 백구면 번영로 2503   | 백구면                      |                           |
| 공덕파출소 |      | 공덕면 유강로 221    | 공덕면                      |                           |
| 용지파출소 |      | 용지면 용지로 447    | 용지면                      |                           |
| 백산파출소 |      | 백산면 백산로 52-1   | 백산면, 요촌동 일부         |                           |